# Liga Popular de Bangladesh
A Liga Popular de Bangladesh  (em bengali: বাংলাদেশ আওয়ামী লীগ ), mais conhecida no Ocidente como Liga Awami de Bangladesh (do inglês Bangladesh Awami League) ou simplesmente Liga Awami, é um partido político fundado em março de 1949 no Paquistão Oriental e que foi pioneiro na luta pela independência de Bangladesh. Ideologicamente, é considerado como um partido de centro-esquerda. Sua líder atual é a Sheikh Hasina Wajed, que, desde 2009, é a primeira-ministra de Bangladesh.

## Resultados eleitorais

### Eleições legislativas
| Data    | Votos      | %          | +/-     | Deputados | +/-     | Status   |
| ------- | ---------- | ---------- | ------- | --------- | ------- | -------- |
| 1973    | 13 798 717 | 73,2 (1.º) |         | 293 / 300 |         | Governo  |
| 1979    | 4 734 277  | 24,5 (2.º) | 48,7    | 39 / 300  | 254     | Oposição |
| 1986    | 7 462 157  | 26,2 (2.º) | 1,7     | 76 / 300  | 37      | Oposição |
| 1988    | Boicote    | Boicote    | Boicote | Boicote   | Boicote | Boicote  |
| 1991    | 10 259 866 | 30,1 (2.º) |         | 88 / 300  |         | Oposição |
| 02/1996 | Boicote    | Boicote    | Boicote | Boicote   | Boicote | Boicote  |
| 06/1996 | 15 882 792 | 37,4 (1.º) |         | 146 / 300 |         | Governo  |
| 2001    | 22 310 276 | 40,0 (2.º) | 2,6     | 62 / 300  | 84      | Oposição |
| 2008    | 33 887 451 | 49,0 (1.º) | 9,0     | 230 / 300 | 168     | Governo  |
| 2014    | 36 173 883 | 79,1 (1.º) | 30,1    | 234 / 300 | 4       | Governo  |